# تشوا بونهوا
تشوا بونهوا (بالصينية: 蔡文華) هو لاعب كرة سلة صيني. مثّل منتخب بلاده. شارك في دورة الألعاب الأولمبية الصيفية سنة 1948.

## روابط خارجية
- تشوا بونهوا على موقع الاتحاد الدولي لكرة السلة (الإنجليزية)
- تشوا بونهوا على موقع سبورتس رفرنس (الإنجليزية)
- تشوا بونهوا على موقع أوليمبيديا (الإنجليزية)